# Escape from Tarkov
Escape from Tarkov è un videogioco sparatutto in prima persona tattico sviluppato da Battlestate Games per Windows. Il gioco è ambientato nella regione immaginaria di Norvinsk, dove è in corso una guerra tra due compagnie militari private (la United Security "USEC" e il Battle Encounter Assault Regiment "BEAR"). I giocatori si uniscono a partite chiamate "raid", in cui combattono altri giocatori e bot, con lo scopo di raccogliere bottino, sopravvivere ai combattimenti ed evolvere il proprio personaggio. Il gioco è stato pubblicato come closed alpha il 4 agosto 2016. Nel giugno 2017, il gioco è passato alla versione closed beta: al 2025 Escape from Tarkov è ancora in beta nonostante il successo raggiunto. La versione 1.0 del gioco dovrebbe essere rilasciata nel 2025 a seguito di un Hardcore wipe che si terrà a luglio 2025. 

## Modalità di gioco
Gli sviluppatori di Escape from Tarkov definiscono il gioco uno sparatutto in prima persona realistico e hardcore, un videogioco di sopravvivenza che prende in prestito elementi dai giochi online multigiocatore di massa. Nel suo stato attuale, Escape from Tarkov incorpora tre diverse modalità di gioco per i giocatori: raid "PMC online", raid "Scav" (abbreviazione di "scavenger"), e una modalità "PMC offline". In questi raid, i giocatori possono scegliere di giocare da soli o in gruppo e accedere ad una varietà di mappe tra cui scegliere. Una volta in gioco, ai giocatori viene assegnato un punto di estrazione dall'altra parte della mappa e devono combattere contro altri giocatori e bot per raggiungere quel punto per scappare/estrarre. Oltre a queste estrazioni standard, i giocatori hanno anche la possibilità di utilizzare punti di estrazione "facoltativi" vicino al centro della mappa, ma devono soddisfare vari requisiti per poter utilizzarli: come pagare rubli (la valuta principale in-game), non avere uno zaino o avere determinati oggetti equipaggiati sul proprio personaggio. Oltre al combattimento, i giocatori possono anche trovare vario bottino nelle mappe (come armi da fuoco, equipaggiamento e armature) e, una volta estratto, possono conservare tale bottino in un nascondiglio da utilizzare in futuri raid o possono rivenderli ad altri giocatori in un mercato delle pulci virtuale, solo se tali oggetti risultano marchiati come "trovato nel raid" (found in raid, FIR).
Quando i giocatori muoiono in un raid, perdono tutto, incluso il bottino e l'equipaggiamento che hanno portato nel raid. I giocatori possono assicurare le armi e l'equipaggiamento che hanno portato in modo che gli vengano restituiti se non rubati da altri giocatori. Nei raid effettuati come SCAV (noti come "scav run") i giocatori ricevono un set casuale di equipaggiamento, invece di oggetti dalla loro scorta personale, ed entrano in una partita già in corso, con una posizione casuale. Dopo aver terminato un raid come "SCAV player" si attiva un timer, che obbliga il giocatore ad aspettare ad utilizzare tale modalità fino a che non diventi nuovamente disponibile. Ogni raid ha una durata dai 15 ai 45 minuti, a seconda della mappa, e può contenere fino a 14 giocatori.
Mentre non sono all'interno del raid, i giocatori possono vendere il bottino indesiderato a commercianti inanimati o altri giocatori, tramite il mercato delle pulci e acquistare nuove attrezzature. Questi commercianti ("Traders") incaricano inoltre il giocatore di effettuare delle missioni, che se completate aumentano la fedeltà del commerciante consentendo l'accesso a ulteriori oggetti e missioni. I giocatori hanno una zona "Nascondiglio" aggiornabile, composta da un rifugio antiaereo sotterraneo che, una volta aggiornato con materiali recuperati o acquistati, offre ai giocatori bonus di gioco. Questi bonus includono la riduzione del tempo di ricarica per giocare la modalità Scav, l'aumento dell'esperienza acquisita e la capacità di creare oggetti aggiuntivi sempre più utili all'evoluzione del proprio PMC.

## Sviluppo
Lo sviluppo di Escape from Tarkov ha inizio nel 2012. Lo sviluppatore principale di Battlestate Games, Nikita Buyanov, ha dichiarato che lui e lo staff hanno acquisito la loro esperienza lavorando presso Absolutsoft nel loro precedente lavoro Contract Wars. Sia Escape from Tarkov che Contract Wars sono ambientati in quello che gli sviluppatori chiamano l'universo Russia-2028. Alcuni membri del personale di sviluppo hanno anche esperienze militari nel mondo reale, uno dei quali è un ex operatore Spetsnaz.
Gli sviluppatori hanno importato alcuni suoni di armi registrando armi vere in magazzini abbandonati.
Nel corso del lungo periodo di beta del gioco gli sviluppatori hanno distribuito regolari aggiornamenti, incluse nuove funzionalità, mappe, personaggi ed equipaggiamento. Gli aggiornamenti principali della versione beta vengono forniti con un ripristino/azzeramento della progressione di gioco dei giocatori (denominati "wipe"), come una sorta di inizio "nuova stagione".
Un importante aggiornamento di gioco è stato introdotto con la versione 0.12.12 (dicembre 2021) in cui è stato introdotto il concetto di Inerzia che ha stravolto i movimenti e le azioni dei personaggi del gioco, con l'obiettivo di renderli più realistici. L'inerzia si manifesta nelle seguenti situazioni: camminando e muovendosi lateralmente; correndo; cambiando direzione durante la corsa; atterraggio dopo un salto oppure da caduta dall'alto; inclinarsi lateralmente. La forza dell’Inerzia è legata al peso dell'equipaggiamento che si trasporta e dal livello dell'abilità "Forza".
Il gioco ha riscontrato problemi di grandi affluenze di cheaters e il commercio di denaro reale (real money trading, RMT), la pratica in base alla quale i giocatori vendono valuta/oggetti di gioco per denaro reale, violando l'accordo di licenza del gioco. Nel 2020 gli sviluppatori hanno represso la pratica di acquistare valuta, scambiando oggetti costosi con altri giocatori nel gioco, avvertendo i giocatori di evitare "la distribuzione costante di oggetti nei raid ad altri giocatori". Ciò ha causato confusione tra i giocatori, poiché sono state sollevate preoccupazioni sui confini del legittimo scambio di oggetti.

## Pubblicazione
Battlestate Games ha dichiarato che Escape from Tarkov sarebbe una tradizionale versione di acquisto completo senza elementi free-to-play o microtransazioni. C'è la possibilità di una distribuzione su Steam qualche tempo dopo l'uscita ufficiale del gioco oltre al contenuto scaricabile. La versione ad accesso anticipato del gioco è pubblicata in quattro edizioni (Standard, Left Behind, Prepare for Escape, Unheard), con ogni edizione (in ordine crescente) ha più equipaggiamento iniziale e una scorta più ampia che il giocatore può utilizzare rispetto alla precedente.
Escape from Tarkov è stato lanciato il 4 agosto 2016 come gioco in closed alpha rendendolo disponibile per la prima volta solo ad utenti selezionati. Battlestate Games ha quindi annunciato che il gioco sarebbe entrato nella sua fase extended alpha il 28 dicembre 2016, disponibile per utenti selezionati che avevano preordinato il gioco.
Questa è la fase in cui Battlestate ha pubblicato il gioco in quattro livelli di preordine: con l'edizione Edge of Darkness ai giocatori è stato garantito l'accesso alla versione alpha. Tutti i giocatori che avevano accesso erano soggetti a un accordo di non divulgazione (NDA) e la copertura video del gameplay tramite streaming è stata limitata a solo pochi giocatori selezionati, fino al 24 marzo 2017, quando l'NDA è stato revocato.
Il gioco è entrato in closed beta il 28 luglio 2017, essendo reso disponibile a tutti i giocatori indipendentemente dall'edizione preordinata acquistata. Ha ricevuto un notevole aumento di popolarità all'inizio del 2020 su Twitch, quando si è svolto un evento promozionale che ha fornito ai giocatori oggetti di gioco. L'aumento della popolarità ha portato a problemi con il server e lunghi tempi di accesso e matching dei giocatori.
Gli sviluppatori hanno anche pubblicato una miniserie live-action, intitolata Raid, pubblicata per la prima volta il 29 marzo 2019 su YouTube. Il primo episodio è stato visto più di cinque milioni di volte. La serie di video Raid si è conclusa con un totale di cinque episodi, l'ultimo dei quali è stato pubblicato il 25 febbraio 2021.